# 埃德蒙顿市旗
埃德蒙顿市旗是加拿大城市埃德蒙顿使用的官方旗帜。

原市旗（1966-1986）

旗幟的顏色是白色和藍色，分別象徵和平和水（代表北萨斯喀彻温河）。市旗於1966年12月12日首次獲得埃德蒙頓市議會批准，由藝術家Norman Yates設計，並於1986年更新。
2016年，市長唐·艾維森（Don Iveson）支持採用藝術家瑞安·麥考特（Ryan McCourt）設計的新旗幟並修改徽章。由於缺乏支持，艾維森於2017年放棄了旗幟的重新設計。